# 이노세 고스케
이노세 고스케(일본어: 猪瀬 康介, 2000년 12월 25일~)는 일본의 축구 선수이다.

## 구단 경력
그는 2019년 J2리그의 FC 류큐에 입단했고, 4년동안 팀에서 뛰었다. 2023년 J3리그의 SC 사가미하라로 이적했다. 2024년 J2리그의 블라우블리츠 아키타로 임대 이적했다. 2025년 SC 사가미하라로 복귀했다.